# Rio Bazoșina
O Rio Bazoşina é um rio da Romênia afluente do Rio Iarcoş, localizado no distrito de Timiş.